# Dacundiopus stylosus
Dacundiopus stylosus är en spindeldjursart som beskrevs av David C.M. Manson 1984. Dacundiopus stylosus ingår i släktet Dacundiopus och familjen Diptilomiopidae. Inga underarter finns listade i Catalogue of Life.